# Noyelles-sur-Mer Chinese Memorial
Noyelles-sur-Mer Chinese Memorial is een herdenkingsmonument, gelegen in de Franse plaats Noyelles-sur-Mer (Somme). Ze ligt binnen de Chinese begraafplaats Noyelles-sur-Mer Chinese Cemetery. De namen van 40 vermiste Chinese arbeiders die omkwamen tijdens de Eerste Wereldoorlog staan op panelen die in de muur van de toegangspoort zijn geplaatst. Zij werkten bij het Chinese Labour Corps.
Op de toegangsboog staat een Chinese inscriptie die gekozen is door Shi Zhaoji, de toenmalige Chinese ambassadeur in Groot-Brittannië. Vrij vertaald betekent het: Deze plaats herdenkt het offer van de 1900 Chinese arbeiders die hun leven gaven gedurende de Eerste Wereldoorlog, zij zijn mijn vrienden en collega's van wie de verdiensten onvergelijkelijk zijn. Boven op de boog staat een gestileerde dennenappel omdat de dennenboom werd gekozen als centraal element voor de vervanging van het Cross of Sacrifice. De memorial en de begraafplaats werden ontworpen door Edwin Lutyens en worden onderhouden door de Commonwealth War Graves Commission.